# Szajncagán járás
Szajncagán járás (mongol nyelven: Сайнцагаан сум) Mongólia Közép-Góbi tartományának egyik járása. Területe 3360 km². Népessége kb. 2800 fő, a tartományi székhellyel együtt mintegy 13 000 fő.
Székhelye és a tartomány székhelye is Mandalgobi, amely 270 km-re délre fekszik Ulánbátortól.